# Thriponea muricata
Thriponea muricata är en fjärilsart som beskrevs av Gustaaf Hulstaert 1924. Thriponea muricata ingår i släktet Thriponea och familjen trågspinnare. Inga underarter finns listade i Catalogue of Life.